# Bruno saski
Bruno (ur. ok. 830-840, zm. 2 lutego 880) – książę saski (dux totius Saxonum) w latach 866-880, z dynastii Ludolfingów, syn księcia Ludolfa i Ody z dynastii Billungów. Poległ w walce z wikingami.